# Jill Craigie
Jill Craigie, née Noreen Jean Craigie, le 7 mars 1911 à Londres où elle meurt le 13 décembre 1999, est une réalisatrice de films documentaires, scénariste et féministe britannique. 

## Biographie
Née d'une mère russe et d'un père écossais à Fulham, elle commence une carrière cinématographique en tant qu'actrice.
Elle s'engage politiquement dès les années 1930 et elle se tourne vers le cinéma. Elle exprime dans ses films ses convictions socialistes et évoque des questions liées à la situation des enfants réfugiés, la condition des mineurs et l'égalité des sexes au travail. Après avoir réalisé cinq films et en avoir écrit deux autres, Craigie quitte le cinéma pendant presque quarante ans, et revient pour un unique film, tourné pour la BBC en 1995.
Elle est l'une des scénaristes de Trouble in Store, film de Norman Wisdom de 1953. Après avoir écrit la première ébauche du script, Craigie aurait demandé que son nom soit retiré des crédits après avoir appris la participation de Norman Wisdom.
Dans ses dernières années, Craigie est devenue une autorité dans le mouvement des suffragettes, détenant une grande collection de littérature féministe en Grande-Bretagne, avec des pamphlets datant de John Stuart Mill.
Craigie a une fille, Julie, de son premier mariage. 
En 1998, David Cesarani relate dans la biographie de l'écrivain hongrois Arthur Koestler que celui-ci a été commis des viols et que Craigie est l'une de ses victimes, en 1951. Celle-ci a confirmé ces allégations. Dans la biographie Koestler: The Indispensable Intellectual (2009), Michael Scammell estime pour sa part que Craigie a été l'unique victime de Koestler[réf. souhaitée], et qu'elle avait révélé ce fait plus de 50 ans après l'incident présumé. 
Jill Craigie meurt en 1999 d'une insuffisance cardiaque au Royal Free Hospital de Londres.

## Archives
Les archives de Jill Craigie sont détenues à la Women's Library à la librairie de l'école d'économie de Londres.

## Filmographie

### Actrice
- 1937 : Make-Up : Tania

### Scénariste
- 1943 : The Flemish Farm (créditée en tant que "Jill Dell")
- 1944 : Out of Chaos
- 1944 : London Terminus
- 1946 : The Way We Live
- 1949 : Blue Scar
- 1951 : To Be a Woman
- 1953 : Le Roi de la pagaille (non crédité)
- 1954 : L'homme au million
- 1957 : Alerte en Extrême-Orient
- 1995 : Two Hours from London

### Réalisatrice
- 1944 : Out of Chaos
- 1946 : The Way We Live
- 1949 : Blue Scar
- 1951 : To Be a Woman
- 1995 : Two Hours from London

## Autres lectures
- (en) Macnab, Geoffrey, J. Arthur Rank and the British Film Industry, Routledge, 1993 (ISBN 0-415-07272-7)